# Mecina Alfahar
Mecina Alfahar (o Mecina-Alfahar, también llamada simplemente Mecina) es una localidad y pedanía española perteneciente al municipio de Válor, en la provincia de Granada, comunidad autónoma de Andalucía. Está situada en la parte oriental de la comarca de la Alpujarra Granadina. Cerca de esta localidad se encuentran los núcleos de Nechite, Mairena, Júbar y Ugíjar.

## Historia
A finales de 1570, una vez desbaratada la rebelión morisca, todos los musulmanes fueron expulsados tanto de Mecina Alfahar como del resto del Reino de Granada, y el pueblo fue repoblado con familias procedentes principalmente de Galicia y las dos Castillas.

## Demografía
| Gráfica de evolución demográfica de Mecina Alfahar entre 1842 y 1940 |
| |
| Población de derecho según los censos de población del INE Población de hecho según los censos de población del INEEn 1950 este municipio desaparece porque se integra en el municipio Válor |

Mecina Alfahar fue un municipio independiente hasta que, en 1943, se fusionó con Válor.